# Pelmato
Pelvicachromis pulcher
Espèce
Statut de conservation UICN

 LC  : Préoccupation mineure
Le Pelmato (Pelvicachromis pulcher) est un poisson de la famille des cichlidés. Il est originaire d'Afrique tropicale ouest, plus précisément du delta du Niger.

## Description
Le mâle mesure jusqu'à 10 cm. La femelle est plus petite (7 cm).
La robe est à base de violet bleuâtre avec une large zone pourpre dans la région abdominale.
L'espèce présente un dimorphisme sexuel : la femelle est souvent la plus colorée du couple ; l'extrémité de sa nageoire dorsale et anale est plus arrondie que chez le mâle. La nageoire caudale du mâle comporte jusqu'à 5 ocelles noires.

## Comportement et maintenance
| Origine         | Afrique        | Eau           | eau douce          |
| Dureté de l'eau | jusqu'à 10 °GH | pH            | 6,5 - 7,5          |
| Température     | 25-26 °C       | Volume mini.  | 80 litres minimum  |
| Alimentation    | Omnivore       | Taille adulte | entre 7 et 10 cm   |
| Reproduction    | ovipare        | Zone occupée  | au fond            |
| Sociabilité     | Territorial    | Difficulté    | Moyennement facile |

Les pelmatos doivent être maintenus dans une eau comprise entre 25 °C et 26 °C. Ils apprécient les bacs  moyens (minimum 80 litres pour un couple), bien plantés, où il s'établit un territoire fixe semblable à une demi-sphère d'environ 30 centimètres. Il aime les objets creux qui servent de refuge, ou de lieu de nidification. Placez-les de préférence en couple. Peu sociables, il est fortement conseillé d'élever les différents couples séparément.
Ce poisson peut nuancer ses couleurs selon son humeur: plus son environnement lui plaît et plus ses couleurs sont intenses et belles. Cela est vrai notamment lors de la période de reproduction.

## Nourriture
Omnivores et préférant les proies vivantes, mais les adultes ont besoin d'apports en nourriture végétale.
Ces poissons mangent de tout, que ce soit des petits flocons pour poissons tropicaux, des bâtonnets pour cichlidés ou de la nourriture vivante.
Ils apprécient beaucoup les vers de sang (Blood worms), les artémias, ou autres petites proies faciles à avaler.

## Reproduction

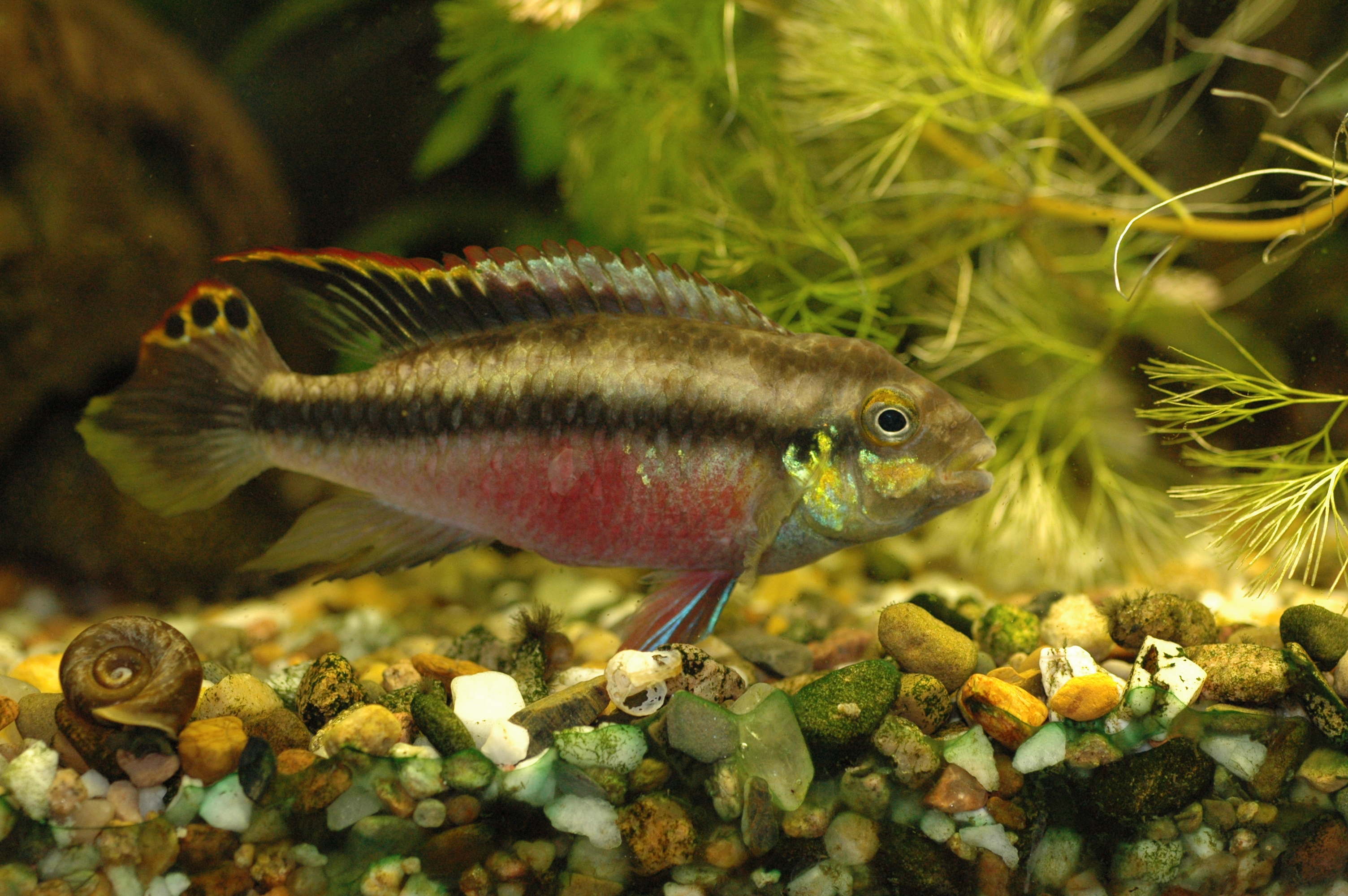
Un Pelmato mâle

Elle s'effectue dans une cavité (infractuosité de rochers, noix de coco retournée, pot retourné) ou,si ces cachettes ne sont pas disponibles dans le bac, à même le sol. Cela reste rare. Les alevins (de 25 à 200, qui assez souvent peuvent avoir tous le même sexe) naissent après 3 jours d'incubation et mettent 3 autres jours à résorber leur sac vitellin. Vous les verrez donc nager au bout d'une petite semaine.